# Hof Haulle

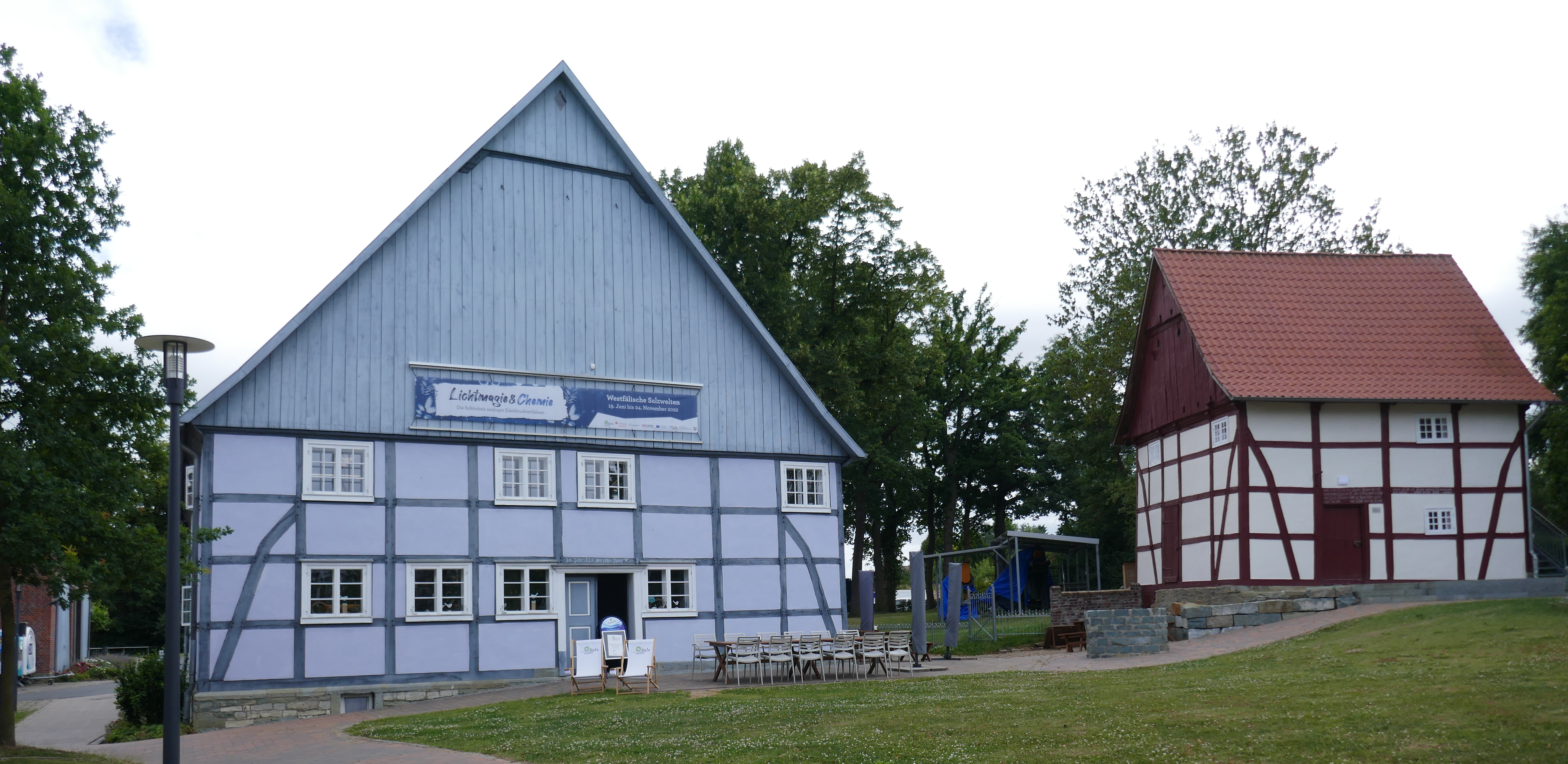
Hof Haulle, 2022

Der Hof Haulle ist ein Bauernhof mit denkmalgeschützten Gebäuden in Bad Sassendorf. Das Gehöft ist an der Rosenau gelegen.
Unter dem Namen der „große Mariengarten zu Sassendorf“ gehörte das Gehöft 1409 Arent von Gembecke. Später gehörte der Hof der Familie vom Dahll, die den Erbsälzern zugehörig waren. Eine Urkunde von 1645 besagt: „... der Mariengarten (Soest) besitzt bei der Mühle zu Sassendorf 18 Morgen Land, dabei eine kleine Wiese, darauf die Ölmühle.“
Das Haus kam in den Besitz der Familie Haulle. Am Backhaus befindet sich die Inschrift: „Anno 1789 den 22. July haben Johann Henrich Stam genannt Hole und Elisabeth Klinckhammer alles Eheleute durch ihr eigen mittel aufbauen lassen durch Meister Henrich Schultze“. Am Hauseingang vorne befindet sich: „Im Jahr 1827 den 13ten Juny“, über der Deelentür hinten: „Im Juni 1827 erbauten dieses Haus die Witwe Clara Haulle und die Eheleute Diedr. Kühle und M. Marg. Haulle, Gott segne dieses Haus ... Meister Franz Huneke aus Weslarn“.
Im 20. Jahrhundert beantragte die Familie Kühle-Haulle bei den Behörden, den Hof „Haulle“ zu nennen. 2012 wurde die Kulturscheune eröffnet. 2015 folgte im Wirtschaftsgebäude das Erlebnismuseum Westfälische Salzwelten.